# Campeonato Mundial de Ginástica Acrobática de 1976
O 2.º Campeonato Mundial de Ginástica Acrobática foi organizado pela Federação Internacional de Ginástica nos dias 20 a 25 de setembro de 1976, em Sarbruque, na Alemanha Ocidental. Foram disputados 27 eventos nas categorias feminino, masculino e misto. A Federação Alemã de Acrobacias Esportivas solicitou a inclusão da categoria pedestal ("Podest") ao programa de competição. Essa categoria apareceu apenas nesse campeonato, e nunca mais foi incluída desde então.

## Resultados

### Saltos acrobáticos masculinos
Os resultados finais foram os seguintes.
Geral
| Posição           | Ginasta         | Nacionalidade   | Pontos |
| ----------------- | --------------- | --------------- | ------ |
| Medalha de ouro   | Yuri Zikunov    | União Soviética | 39.075 |
| Medalha de prata  | Vadim Bindler   | União Soviética | 38.275 |
| Medalha de bronze | Stanislav Vigas | Polónia         | 38.125 |

Primeiro exercício
| Posição           | Ginasta         | Nacionalidade   | Pontos |
| ----------------- | --------------- | --------------- | ------ |
| Medalha de ouro   | Vadim Bindler   | União Soviética | 19.600 |
| Medalha de prata  | Yuri Zikunov    | União Soviética | 19.500 |
| Medalha de bronze | Stanislav Vigas | Polónia         | 19.375 |

Segundo exercício
| Posição           | Ginasta       | Nacionalidade   | Pontos |
| ----------------- | ------------- | --------------- | ------ |
| Medalha de ouro   | Yuri Zikunov  | União Soviética | 19.750 |
| Medalha de prata  | Vadim Bindler | União Soviética | 19.500 |
| Medalha de bronze | Rosen Dimov   | Bulgária        | 19.125 |

### Pedestal masculino
Os resultados finais foram os seguintes.
Geral
| Posição           | Ginasta       | Nacionalidade      | Pontos        |
| ----------------- | ------------- | ------------------ | ------------- |
| Medalha de ouro   | Gunther Faier | Alemanha Ocidental | 37.550        |
| Medalha de prata  | Todor Baikov  | Bulgária           | 35.375        |
| Medalha de bronze | Não concedido | Não concedido      | Não concedido |

Primeiro exercício
| Posição           | Ginasta       | Nacionalidade      | Pontos        |
| ----------------- | ------------- | ------------------ | ------------- |
| Medalha de ouro   | Gunther Faier | Alemanha Ocidental | 18.750        |
| Medalha de prata  | Todor Baikov  | Bulgária           | 18.250        |
| Medalha de bronze | Não concedido | Não concedido      | Não concedido |

Segundo exercício
| Posição           | Ginasta       | Nacionalidade      | Pontos        |
| ----------------- | ------------- | ------------------ | ------------- |
| Medalha de ouro   | Gunther Faier | Alemanha Ocidental | 18.600        |
| Medalha de prata  | Todor Baikov  | Bulgária           | 18.375        |
| Medalha de bronze | Não concedido | Não concedido      | Não concedido |

### Pares masculinos
Os resultados finais foram os seguintes.
Geral
| Posição           | Equipe                                 | Nacionalidade   | Pontos |
| ----------------- | -------------------------------------- | --------------- | ------ |
| Medalha de ouro   | Vladimir Alimanov, Vladimir Nazarov    | União Soviética | 38.925 |
| Medalha de prata  | Kirill Kirov, Dragomir Draganov        | Bulgária        | 38.025 |
| Medalha de bronze | Tadeusz Wojszkowiak, Dziurlu Bronislaw | Polónia         | 37.575 |

Primeiro exercício
| Posição           | Equipe                                 | Nacionalidade   | Pontos |
| ----------------- | -------------------------------------- | --------------- | ------ |
| Medalha de ouro   | Vladimir Alimanov, Vladimir Nazarov    | União Soviética | 19.650 |
| Medalha de prata  | Kirill Kirov, Dragomir Draganov        | Bulgária        | 19.250 |
| Medalha de bronze | Tadeusz Wojszkowiak, Dziurlu Bronislaw | Polónia         | 19.050 |

Segundo exercício
| Posição           | Equipe                                 | Nacionalidade   | Pontos |
| ----------------- | -------------------------------------- | --------------- | ------ |
| Medalha de ouro   | Vladimir Alimanov, Vladimir Nazarov    | União Soviética | 19.050 |
| Medalha de prata  | Tadeusz Wojszkowiak, Dziurlu Bronislaw | Polónia         | 19.050 |
| Medalha de bronze | Kirill Kirov, Dragomir Draganov        | Bulgária        | 18.875 |

### Grupo masculino
Os resultados finais foram os seguintes.
Geral
| Posição           | Equipe                                                                | Nacionalidade   | Pontos |
| ----------------- | --------------------------------------------------------------------- | --------------- | ------ |
| Medalha de ouro   | Leszek Antanowicz, Wojciech Szwietik, Bogdan Zajonc, Slawomir Halada  | Polónia         | 38.7   |
| Medalha de prata  | Yuri Zolotov, Shamil Vildanov, Alexander Makarov, Vladimir Slepokurov | União Soviética | 38.625 |
| Medalha de bronze | Dimitar Dimitrov, Sencho Semenov, Vichto Kolev, Yuri Indzhov          | Bulgária        | 36.475 |

Primeiro exercício
| Posição           | Equipe                                                                | Nacionalidade   | Pontos |
| ----------------- | --------------------------------------------------------------------- | --------------- | ------ |
| Medalha de ouro   | Yuri Zolotov, Shamil Vildanov, Alexander Makarov, Vladimir Slepokurov | União Soviética | 19.450 |
| Medalha de prata  | Leszek Antanowicz, Wojciech Szwietik, Bogdan Zajonc, Slawomir Halada  | Polónia         | 19.300 |
| Medalha de bronze | Dimitar Dimitrov, Sencho Semenov, Vichto Kolev, Yuri Indzhov          | Bulgária        | 18.650 |

Segundo exercício
| Posição           | Equipe                                                                | Nacionalidade   | Pontos |
| ----------------- | --------------------------------------------------------------------- | --------------- | ------ |
| Medalha de ouro   | Leszek Antanowicz, Wojciech Szwietik, Bogdan Zajonc, Slawomir Halada  | Polónia         | 19.550 |
| Medalha de prata  | Yuri Zolotov, Shamil Vildanov, Alexander Makarov, Vladimir Slepokurov | União Soviética | 19.200 |
| Medalha de bronze | Dimitar Dimitrov, Sencho Semenov, Vichto Kolev, Yuri Indzhov          | Bulgária        | 18.050 |

### Saltos acrobáticos femininos
Os resultados finais foram os seguintes.
Geral
| Posição           | Ginasta                    | Nacionalidade   | Pontos |
| ----------------- | -------------------------- | --------------- | ------ |
| Medalha de ouro   | Lyudmila Tsiganova         | União Soviética | 39.125 |
| Medalha de prata  | Nadezhda Masloboyshchikova | União Soviética | 38.900 |
| Medalha de bronze | Mariana Marinova           | Bulgária        | 38.225 |

Primeiro exercício
| Posição           | Ginasta                    | Nacionalidade   | Pontos |
| ----------------- | -------------------------- | --------------- | ------ |
| Medalha de ouro   | Lyudmila Tsiganova         | União Soviética | 19.500 |
| Medalha de prata  | Nadezhda Masloboyshchikova | União Soviética | 19.475 |
| Medalha de bronze | Mariana Marinova           | Bulgária        | 19.050 |

Segundo exercício
| Posição           | Ginasta                    | Nacionalidade   | Pontos |
| ----------------- | -------------------------- | --------------- | ------ |
| Medalha de ouro   | Lyudmila Tsiganova         | União Soviética | 19.550 |
| Medalha de prata  | Nadezhda Masloboyshchikova | União Soviética | 19.450 |
| Medalha de bronze | Mariana Marinova           | Bulgária        | 19.250 |

### Pedestal feminino
Os resultados finais foram os seguintes.
Geral
| Posição           | Ginasta           | Nacionalidade      | Pontos        |
| ----------------- | ----------------- | ------------------ | ------------- |
| Medalha de ouro   | Karin Koenig      | Alemanha Ocidental | 39.0          |
| Medalha de prata  | Valentina Petrova | Bulgária           | 35.025        |
| Medalha de bronze | Não concedido     | Não concedido      | Não concedido |

Primeiro exercício
| Posição           | Ginasta           | Nacionalidade      | Pontos        |
| ----------------- | ----------------- | ------------------ | ------------- |
| Medalha de ouro   | Karin Koenig      | Alemanha Ocidental | 19.500        |
| Medalha de prata  | Valentina Petrova | Bulgária           | 18.950        |
| Medalha de bronze | Não concedido     | Não concedido      | Não concedido |

Segundo exercício
| Posição           | Ginasta           | Nacionalidade      | Pontos        |
| ----------------- | ----------------- | ------------------ | ------------- |
| Medalha de ouro   | Karin Koenig      | Alemanha Ocidental | 19.475        |
| Medalha de prata  | Valentina Petrova | Bulgária           | 13.475        |
| Medalha de bronze | Não concedido     | Não concedido      | Não concedido |

### Pares femininos
Os resultados finais foram os seguintes.
Geral
| Posição           | Equipe                                    | Nacionalidade      | Pontos |
| ----------------- | ----------------------------------------- | ------------------ | ------ |
| Medalha de ouro   | Nadezhda Tishchenko, Margarita Kukharenko | União Soviética    | 39.05  |
| Medalha de prata  | Sofia Jablonska, Maria Noga               | Polónia            | 38.25  |
| Medalha de bronze | Doris Young, Karin Young                  | Alemanha Ocidental | 37.775 |

Primeiro exercício
| Posição           | Equipe                                    | Nacionalidade      | Pontos |
| ----------------- | ----------------------------------------- | ------------------ | ------ |
| Medalha de ouro   | Nadezhda Tishchenko, Margarita Kukharenko | União Soviética    | 19.450 |
| Medalha de prata  | Stefka Spasova, Kalinka Lescheva          | Bulgária           | 19.200 |
| Medalha de bronze | Doris Young, Karin Young                  | Alemanha Ocidental | 19.175 |

Segundo exercício
| Posição           | Equipe                                    | Nacionalidade   | Pontos |
| ----------------- | ----------------------------------------- | --------------- | ------ |
| Medalha de ouro   | Nadezhda Tishchenko, Margarita Kukharenko | União Soviética | 19.600 |
| Medalha de prata  | Sofia Jablonska, Maria Noga               | Polónia         | 19.175 |
| Medalha de bronze | Stefka Spasova, Kalinka Lescheva          | Bulgária        | 18.725 |

### Grupo feminino
Os resultados finais foram os seguintes.
Geral
| Posição           | Equipe                                                   | Nacionalidade   | Pontos |
| ----------------- | -------------------------------------------------------- | --------------- | ------ |
| Medalha de ouro   | Tamara Dubrovina, Lyudmila Gulyaeva, Tatyana Sablina     | União Soviética | 39.05  |
| Medalha de prata  | Maria Dmitrova, Bonka Encheva, Milka Mateeva             | Bulgária        | 38.85  |
| Medalha de bronze | Elzbieta Krzepkowska, Grazyna Glowacka, Maryola Glowacka | Polónia         | 38.375 |

Primeiro exercício
| Posição           | Equipe                                                   | Nacionalidade   | Pontos |
| ----------------- | -------------------------------------------------------- | --------------- | ------ |
| Medalha de ouro   | Tamara Dubrovina, Lyudmila Gulyaeva, Tatyana Sablina     | União Soviética | 19.450 |
| Medalha de prata  | Elzbieta Krzepkowska, Grazyna Glowacka, Maryola Glowacka | Polónia         | 19.350 |
| Medalha de bronze | Maria Dmitrova, Bonka Encheva, Milka Mateeva             | Bulgária        | 19.275 |

Segundo exercício
| Posição           | Equipe                                                   | Nacionalidade   | Pontos |
| ----------------- | -------------------------------------------------------- | --------------- | ------ |
| Medalha de ouro   | Maria Dmitrova, Bonka Encheva, Milka Mateeva             | Bulgária        | 19.350 |
| Medalha de prata  | Tamara Dubrovina, Lyudmila Gulyaeva, Tatyana Sablina     | União Soviética | 19.050 |
| Medalha de bronze | Elzbieta Krzepkowska, Grazyna Glowacka, Maryola Glowacka | Polónia         | 19.050 |

### Pares mistos
Os resultados finais foram os seguintes.
Geral
| Posição           | Equipe                                    | Nacionalidade   | Pontos |
| ----------------- | ----------------------------------------- | --------------- | ------ |
| Medalha de ouro   | Tatiana Krivtsova, Vyacheslav Kuznetsov   | União Soviética | 39.375 |
| Medalha de prata  | Malgorzata Kotkiewicz, Grzegorz Kowalczyk | Polónia         | 38.625 |
| Medalha de bronze | Yanka Petrova, Rusko Kharizanov           | Bulgária        | 38.5   |

Primeiro exercício
| Posição           | Equipe                                    | Nacionalidade   | Pontos |
| ----------------- | ----------------------------------------- | --------------- | ------ |
| Medalha de ouro   | Tatiana Krivtsova, Vyacheslav Kuznetsov   | União Soviética | 19.700 |
| Medalha de prata  | Malgorzata Kotkiewicz, Grzegorz Kowalczyk | Polónia         | 19.300 |
| Medalha de bronze | Yanka Petrova, Rusko Kharizanov           | Bulgária        | 19.225 |

Segundo exercício
| Posição           | Equipe                                    | Nacionalidade   | Pontos |
| ----------------- | ----------------------------------------- | --------------- | ------ |
| Medalha de ouro   | Tatiana Krivtsova, Vyacheslav Kuznetsov   | União Soviética | 19.600 |
| Medalha de prata  | Malgorzata Kotkiewicz, Grzegorz Kowalczyk | Polónia         | 19.350 |
| Medalha de bronze | Yanka Petrova, Rusko Kharizanov           | Bulgária        | 19.225 |